# يعقوب صروف
يعقوب بن نقولا صَرُّوف (1852 - 1927م / 1269 هـ - 1346 هـ) وُلد في قرية الحدث بجبل لبنان، بعثه والده إلى مدرسة الأميركان في عبيه ثم إلى الكلية السورية البروتستانتية (لاحقاً الجامعة الأميركية في بيروت) فنال شهادتها عام 1870م. وبعد ذلك تولى رئاسة وإدارة مدرستي الأميركان في صيدا وطرابلس. وفي سنة 1876 أنشأ مجلة المقتطف في بيروت ومعه الأديب فارس نمر وظلّت تصدر مدة تسع سنوات تقريبا ثم نقلت بعدها إلى القاهرة سنة 1888 وظل يديرها ويشرف على ما يكتب فيها إلى آخر حياته. وقد صارت لها شهرة واسعة وحملت إلى الأقطار العربية كلها ثمرة جهود الرجل الجبارة في حقلي العلم والفن وقد توفي يعقوب صروف سنة 1927.

## آثاره
أهم ما ترك يعقوب صروف من الآثار مجلة المقتطف التي رافقتها نحو اثنين وخمسين عاما، فكان أكثر مقالاتها العلمية والفلسفية والفنية من قلمه. ومن أهم ما نشره في المقتطف واسترعى انتباه الكثيرين درس طويل عن نوابغ العرب والإنكليز قابل فيها بين المعري وملتن، وابن خلدون ومسيتسر، وصلاح الدين وريشارد قلب الأسد. وقد ألّف يعقوب صروف وعرب كثيرا من الكتب قبل انتقاله إلى مصر منها سر النجاح والحرب القدسية والحكمة الإلهية ومرآة العصر. ومما عرّبه مع فارس نمر سير الأبطال والعظماء ومشاهير العلماء وأما عن أهم رواياته فكانت فتاة مصر وفتاة الفيوم وأمير لبنان وقد ترجم روايات كيلوباترا وتنكرد.

## يعقوب صروف العالم
كان يعقوب صروف مطبوعا على حب البحث والتدقيق شأن العلماء، يقضي الساعات الطويلة في المكتبات لدرس المسائل العلمية والنظريات الفلسفية والتاريخية. وكان واسع الإطلاع على المذاهب العلمية والنزعات الفلسفية وأحداث التاريخ ورجاله، متقنا لأهم اللغات القديمة والعصرية.
وقد بسط يعقوب صروف في مقالاته العلمية التي كان ينشرها في كل عدد من المقتطف -وقد جمعت بعدئذ في كتب - اختبارات العلماء الغربيين في مختلف القضايا العلمية بأسلوب له صبغته العلمية من غير أن يكون جافا. وكان إلى ذلك يثبت في مقالاته هذه الكثير من ملاحظاته الشخصية ومن اختياراته الخاصة في الموضوع المطروق، مما يضاعف قيمته.
وقد فتح للرياضيات بابا في مجلته تطارح فيه رجال العلم المباحث العويصة وتسابقوا على حلها سواء أكانت في الحساب أم في الجبر أم في الهندسة أم في غيرها. وكان يعقوب صروف الحكم المرجع. وقد وضع كتابا في بسائط علم الفلك ظهر فيه علمه وإطلاعه الواسع في ذلك العلم، كما أنه عالج في مجلته موضوعات شتّى في النظام الشمسي والسيارات والثوابت والسفع الشمسية والمذنبات وما إلى ذلك. وغنه وغن لم يدرك شأو العبقريين في هذا العلم، فقد بلغ فيه شؤوا عظيما، وكان بعيد الغور، واضح البيان، سهل المأخذ.
أما الطبيعيات والكيمياء والفلسفة فقد كان صروف الصلة بين الشرق ورجالها بأوروبا فكتب عن جميع أساطينها وبسط الآراء الحديثة بسطا بين المعالم، واسع النطاق. وجالَ في العالمين القديم والحديث جولة اكتشاف قلّما جاراه فيها آخر من أبناء هذه البلاد.
أما التاريخ فيعقوب صروف من رجاله الدين استقرؤوا الحفريات الأثرية ووصفوا عادياتها واقتبسوا أخبارها من مصادرها الأصلية، حتى إنك لتستطيع أن تستخرج من المقتطف كتبا في علم الآثار ولا سيما آثار مصر التي كان يعقوب صروف يطوف بنفسه ليشاهدها ويكتب عنها. وقد تقصّى البحث أيضا في أصول الشعوب وفروعها وأنسابها وتواريخها وأخلاقها، معتمدا في كل ذلك أحدث الآراء، ناظرا في أقوال من سبقه نظر المحقق البصير. 
وهكذا كان يعقوب صروف من أبرز رجال النهضة العلمية الحديثة.